# Гянджинский мятеж (1920)
Гянджинский мятеж (азерб. Gəncə qiyamı), также можно встретить Ганджинский мятеж, Гянджинское восстание (азерб. Gəncə antisovet üsyanı), а в одном из документов советского времени Елизаветинское восстание — антисоветское, антибольшевистское вооружённое выступление с целью свержения Советской власти в Азербайджане, которое произошло в мае 1920 года в городе Гяндже.
Восстание было поднято частями 1-й пехотной дивизии старой азербайджанской армии, офицеры которой участвовали в организации мятежа. Длительные бои, развернувшиеся вокруг города и на его улицах, носили ожесточённый характер, но в них отличились как восставшие азербайджанские военнослужащие, так и красноармейцы. С обеих сторон в сражении участвовали как бывшие офицеры царской армии, так и различные политические и этнические группы.
После подавления мятежа, старая азербайджанская армия была расформирована, а взамен неё началось активное формирование Азербайджанской Красной Армии.

## Предшествующие события

### Смена власти в Азербайджане

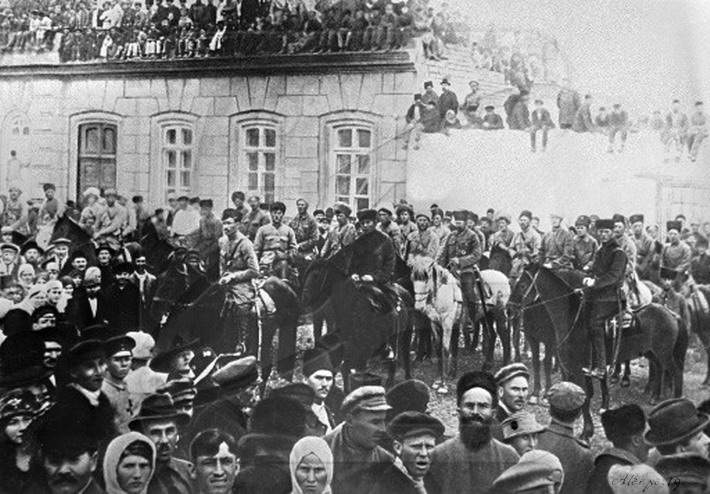
Вступление частей Красной Армии в Баку, 1920 год

В ночь с 26 на 27 апреля 1920 года большевики подняли восстание в Баку, предъявив азербайджанскому правительству два ультиматума о сдачи власти. Практически одновременно с восстанием, границу пересекли четыре бронепоезда Советской России, следом за которой двигались главные части XI Красной Армии. Если в столице некоторые воинские части перешли на сторону большевиков, а флот под командованием заместителя начальника военного порта Ч. Ильдрыма грозился открыть огонь по зданиям парламента и правительства, то бронепоездам Советской России в нескольких местах было оказано небольшое сопротивление. Созванный на экстренное заседание парламент, большинством голосов проголосовал за передачу власти Азербайджанской коммунистической партии (большевиков) — АКП(б), с одним из условий, что новое правительство не допустит вступления частей XI Красной Армии с боем в Баку, после чего парламент самораспустился. Военный министр С. Мехмандаров в своём последнем приказе поблагодарил военнослужащих за их службу и выразил уверенность, что солдаты и офицеры азербайджанской армии «и при новой власти будут служить так же честно и доблестно на благо всем нам дорогого Азербайджана… Дай то Бог». Азербайджанские большевики образовали Азербайджанский Временный Революционный Комитет (Азревком) и организовали Совет Народных Комиссаров (правительство), объявив о своей готовности вступить в тесный союз с Советской Россией. Таким образом была провозглашена вторая республика — Азербайджанская Советская Социалистическая Республика.
Узнав о событиях в Баку, Гянджинский окружной комитет АКП(б) в тот же день организовал губернский революционный комитет (ревком). С ганджинским губернатором вечером 28 апреля вели беседу председатель ревкома, начальник штаба генерал А. Гайтабаши, депутаты от Социалистического блока Сафикюрдский и К. Джамалбеков, призывая того подчиниться революционной власти. Губернатор сообщил, что он ждёт инструкций Ревкома. Вечером следующего дня губернатор Худадат-бек Рафибеков подписал акт о сдаче власти Ревкому во всей Ганджинской губернии. В состав Гянджинского ревкома входили: председатель Ибрагим Алиев, его товарищ (заместитель) Фархад Алиев, Векилов, Султанов и Эминбеков.
Пока в Ганджинской губернии шла смена власти, со стороны Баку в направлении Гянджи начали своё движение бронепоезда. При приближении к городу они вступили в крупный бой с отрядом мусаватистов, попытавшимся преградить им дорогу. 1 мая советские бронепоезда и десантные роты 28-й стрелковой дивизии заняли станцию Гянджа и железнодорожный район города. На следующий день сюда подошли полки 2-го конного корпуса и Таманской кавалерийской дивизии, которые заняли весь город и прилегающие к нему районы.
После отправки правительству Советского Азербайджана телеграммы В. И. Ленина от 5 мая, которая расценивалась как признание российской стороной нового государства, 8 мая поступила телеграмма Гянджинского ревкома за именем председателя губревкома Ибрагима Агаева (так в тексте), где говорится о том, что «Гянджинский ревком и всё население области приветствует признание РСФСР независимости Азербайджанской Советской Социалистической Республики и выражает свою готовность беспощадно бороться против угнетателей трудового класса всего мира». Между тем, на момент начала восстания в Гяндже «многие аулы… даже не знали о советизации страны».

### Политика в отношении старой армии
28 апреля Азревком своим декретом учредил народный комиссариат по военно-морским делам и первым наркомом по военно-морским делам стал Ч. Ильдрым. На следующий день Азревком выпустил обращение к солдатам азербайджанской армии с призывом помогать Красной Армии в борьбе за Советскую власть и в тот же день постановил подчинить азербайджанскую армию в оперативном отношении командованию XI Красной Армии, чтобы «переформировать её на основах Рабоче-Крестьянской Красной армии в соответствующие численному составу части, сохранив название „азербайджанских“». Новая азербайджанская армия по личному составу в первое время (май месяц), по сути, представляло собой армию, унаследованную от старой азербайджанской армию, которая всего лишь сменила название на Красную армию. Солдаты и офицеры старой армии продолжали нести службу, но уже при новой власти. Так, 30 числа своим товарищем (заместителем) Ч. Ильдрым временно назначил бывшего помощника военного министра АДР, генерала А. Шихлинского. Как позднее отмечал начальник 20-й стрелковой дивизии М. Д. Великанов: «старые войсковые части не подверглись коренной реорганизации, а продолжали существовать без всяких перемен по линии руководства и командования. Революционные возможности этой армии переоценивались».
Членов АКП(б) стали направлять в части старой армии, перед которыми стояла задача сконцентрировать в своих руках политическое руководство. Комиссаром частей войск, которые располагались в Гяндже, по рекомендации Азревкома и в соответствии с приказом наркомвоенмора Азербайджанской ССР от 4 мая был назначен Ахмед Рзаев. 7 мая, Азревком принял решение «в оперативном, административном, организационном, а также в отношении снабжения всеми видами довольствия» подчинить переименованную к тому времени армию и флот командованию XI Красной Армии и Волжско-Каспийской военной флотилии. Подчинение старых азербайджанских частей XI Красной Армии являлось не только политической акцией; пополнение в гарнизонах состава частей было необходимо, поскольку вступившая в Закавказья XI Красная Армия по численности была невелика.
Во исполнение этого решения, 11 мая вышел приказ командующего XI Красной Армии М. К. Левандовского, члена Реввоенсовета К. А. Мехоношина и начальника штаба А. К. Ремезова, в соответствии с которым азербайджанские войска, располагавшиеся в Гянджинском уезде, в оперативном и строевом отношении переходили в подчинение начдиву 32-й дивизии, перед инспекторами XI Армии ставилась задача выработать план реорганизации азербайджанских войск, приказывалось также образовать I Сводную азербайджанскую рабоче-крестьянскую красную советскую стрелковую дивизию. В тот же день Ч. Ильдрым писал:
Реввоенсовету XI Красной Армии и Военно-морскому комиссариату Азербайджанской Советской Республики поручается реорганизация азербайджанской армии на основах Рабоче-Крестьянской Красной Армии. Реорганизацию флота проводить совместно с командующим Каспийским Красным флотом. Мобилизация и формирование частей производится Военно-морским комиссариатом Азербайджанской Советской Республики.
При проведении реорганизации, части старой азербайджанской армии переформировывались. Наркомвоенмор 16 мая издал приказ, в соответствии с которым 3-й пехотный Гянджинский полк был переименован в 3-й Азербайджанский рабоче-крестьянский красный стрелковый полк, а 1-я пехотная дивизия (её части поднимут восстание — прим.) объединена с 2-й в 1-ю рабоче-крестьянскую красную стрелковую бригаду (три полка), которая стала частью 1-й азербайджанской рабоче-крестьянской красной дивизии (штаб 1-й пехотной дивизии получил название штаба Азербайджанской рабоче-крестьянской сводной дивизии). Примерно в это же время приказом наркомвоенмора Азербайджанское военное училище было переименовано в Рабоче-Крестьянские Красные командные Курсы. Руководство реорганизацией учебных участей было возложено на бывшего офицера старой армии, а на тот момент заместителя наркомвоенмора, генерала А. Шихлинского: «…Реорганизацию же учебных частей произвести по указаниям моего заместителя Али Ага Шихлинского».
Остаточное финансирование военных учреждений также стало роковым упущением для Советов, поскольку это подвигло офицеров и солдат к поиску лучшей доли в гражданских учреждениях и «на службе буржуазии» (иначе говоря, дезертировать).

### Военно-политическая обстановка в регионе
Гянджинское восстание вспыхнуло и проходило тогда, когда на границах Азербайджана с Грузией, Арменией и Персией было неспокойно.
На западных рубежах Советского Азербайджана шли вооружённые столкновения объединённых красноармейских и азербайджанских сил с грузинскими войсками. Непрерывная перестрелка между ними шла с 1 по 15 мая. Грузинская армия намеревалась установить контроль над стратегически важным Пойлинским мостом, а также продвинуться в гянджинском и закатальском направлениях. Реввоенсовет XI Красной Армии, со своей стороны, вынашивал идею дальнейшей советизации всего Закавказья. Грузинские коммунисты 3 мая предприняли неудачную попытку государственного переворота. 13 мая между Советской Россией и Грузией был заключён мирный договор. Поскольку Гянджинский мятеж осложнил положение большевиков в Закавказье, то грузинский генерал Г. И. Квинитадзе полагал, что лишь тогда Грузия обладала единственной возможностью разбить их, а также исполнить как союзник свои обязательства по отношения к Азербайджану.
Советский Азербайджан также приступил к переговорам с Грузией о заключении мира и прекращении военных действий. Под давлением Реввоенсовета XI Красной Армии Азревком 27 мая заключил с Грузией соглашение о перемирии.
Тем временем обострилась ситуация в Армении. 10 мая здесь началось большевистское восстание, подавленное армянским правительством. Помощь ему также оказала Англия, которая предложила дашнакам вооружение на сумму в 1 млн фунтов стерлингов, принятой ими 19 числа. И хотя восстание было подавлено, в ряде районов Армении развернулась вооружённая борьба против правительства. Восставшим Шамшадинского района правительство Советского Азербайджана 18 мая даже направило 17 вагонов продовольствия и 5 млн рублей. Тем не менее, после длительных боёв, армянские повстанцы численностью 1600 человек перешли азербайджанскую границу. В Советском Азербайджане из них был сформирован Армянский Красный повстанческий полк (1-й Казахский повстанческий полк). В течение этих дней (18 и 20 мая), дашнаки нарушили границу в районе к югу от Казаха, но были отброшены советскими войсками.
Майское восстание в Армении проходило в обстановке, когда к границам Армении в районе Казахского уезда вышли части 32-й стрелковой дивизии XI Красной Армии. Из Карабаха, под напором Красной Армии, отходили армянские отряды. 18 мая командир 32-й стрелковой дивизии Штейгер получил от командования XI Красной Армии приказ «сосредоточить все части дивизии в районе Шуши к 25 мая и выслать сильные отряды в направлении Нахичеван — Джульфа — Ордубад», чтоб овладеть этими пунктами. В соответствии с приказом из Гянджи в район Шуши по маршруту Еленендорф — Чайкенд — Тартар — Ханкенди с 20 мая перебрасывается первая бригада 20-й дивизии, в то время как вторая бригада со штабом дивизии осталась в Гяндже. 20 мая повстанцы и отряды народной милиции заняли приграничный с Азербайджаном Каравансарай и уже на следующий день в город вступил красный отряд. Однако восстания в Гяндже и Закаталах, как и борьба в Зангезуре и Карабахе, отвлекли силы XI Красной Армии. В те дни, как вспоминал партийно-государственный деятель Советской Армении Ш. М. Амирханян, «в ряде районов Азербайджана, особенно в Гянджинском, контрреволюция поднимала голову. Большие трудности возникли и на Западном фронте, куда требовалось перебросить дополнительные силы. В связи с этими обстоятельствами конные полки получили приказ о немедленном отходе на Гянджу». Мятеж на северо-западе Азербайджана, в тылу XI Красной Армии, как писал советско-армянский историк Г. Галоян, помешал Красной Армии «идти на помощь восставшим трудящимся Армении».
Не спокойной была обстановка и в самом Советском Азербайджане. Начальник бакинского военного гарнизона командир 28-й дивизии Нестеровский 26 мая сообщал о напряжённой ситуации в Баку, о слухах о восстании. Особенно напряжённой была ситуация в Карабахе, где находились ранее направленные на борьбу с армянским восстанием (оно началось в марте) азербайджанские национальные части. 18 мая в Шушинском районе был раскрыт контрреволюционный заговор во главе с турецким офицером и 7 местными беками. В Шушинском районе также образовалась вооружённая группировка численностью в 300 человек, начавшая борьбу с советской властью.
В те же дни (17-18 мая) на юге Каспия Волжско-Каспийская военная флотилия и Красный флот Советского Азербайджана проводили Энзелийскую операцию. Начало восстания в Гяндже совпало с отъездом Орджоникидзе (член Кавбюро ЦК РКП(б) и Реввоенсовета Кавказского фронта) и Ф. Ф. Раскольникова (командующий Волжско-Каспийской военной флотилии) из Закавказья в Энзели. Об их отъезде Орджоникидзе информировал Москву 24 мая, а уже 27 мая они провели совещание с лидером дженгелийцев (гилянских повстанцев) Кучек-ханом на пароходе «Курск» и потом немедленного выехали в Баку.

## Причины восстания
Тогдашнее официальное руководство Азербайджанской ССР, равно как и советская историография рассматривали мятеж как контрреволюционное выступление.
Азербайджанский историк Шалала Мамедова считает, что эти события носили явно выраженный политический характер и представляли собой столкновение двух политических сил (партий большевиков и мусаватистов, национального правительства Азербайджана).
Журналист и исследователь Х. Байрамов, в свою очередь, выдвинул три основные причины начала восстания:
- национальные чувства гянджинцев и азербайджанских солдат; вдохновленность историческими примерами геройства, такими как сопротивление Гянджинского ханства во главе с Джавад-ханом русской оккупации в 1804 году;
- Начало репрессий в отношении интеллингенции 10 мая, арест видных деятелей Х. Рафибейли, И. Зиятханова, М. Шейхзаманлы, пропажа без вести Н. Усуббекова, иммиграция Ф. Хойского, Г. Агаева, Х. Хасмамедова и Н. Шейхзаманлы
- Грабёж и аресты в Баку и других регионах под предлогом борьбы с беками, ханами, землевладельцами и мусаватистами.

## Положение сторон
Гянджа (царский Елизаветполь) располагается на самом западе Азербайджана и представляет собой крупный город. Его гарнизон состоял из частей как 20-й стрелковой дивизии, так и некоторых частей 1-азербайджанской пехотной дивизии. 4 мая бывший царский подпоручик и беспартийный М. Д. Великанов сменил В. И. Поповича в должности начальника 20-й дивизии, а военкомом дивизии в то время был бывший рабочий и член партии И. Ф. Ткачёв.
То, что азербайджанские части были сконцентрированы в Гяндже, было сознательной акцией советского командования, чтоб их переформировать. Как полагало новое командование Азербайджанской дивизии (начальник С. С. Шевелёв, военком И. И. Леженин и начальник штаба Соколов), в связи с этой мерой будет не только «удобнее наблюдать за частями», но и обеспечить их продовольственным фуражом.

### XI Красная Армия
Два стрелковых полка (178-й и 180-й) 20 дивизии дислоцировались в юго-восточном (армянском) районе, а батальон связи и комендантская команда штаба 3-й бригады Таманской кавалерийской дивизии располагались в северо-западном (мусульманском) районах города. Части 3-й бригады, которой командовал Ширмахер, располагали численным составом около 2 тысяч бойцов при 30 пулемётах и одном лёгком артиллерийском дивизионе.
На расстоянии 20 км к юго-западу от Гянджи, в с. Зурноабад дислоцировалась 20-я кавалерийская бригада (450 сабель) с одной конной батареей и 8 пулемётами, а в 5-6 км к югу от города, в немецкой колонии Еленендорф находился штаб артиллерии дивизии и двухорудийная батарея.

### Старая азербайджанская армия
К моменту восстания части 1-й азербайджанской пехотной дивизии армии Азербайджанской Демократической Республики ещё не были реорганизованы по советскому образцу. Они состояли из 3-го Гянджинского стрелкового полка, учебной команды 3-го Шекинского конного полка, одной артбатареи и комендантской команды штаба дивизии, общая численность которых доходила до 1800 бойцов. Сохранялся и начальствующий состав. Например, генерал-майор Мамед Мирза Каджар не только служил начальником снабжения дивизии, но до 20 мая являлся даже комендантом города.

### Иррегулярные формирования
Кроме частей старой азербайджанской армии в восстании приняли участие многочисленные партизанские отряды, например, отряды Сары Алекпера и Гачаг Гамбара. Многие отряды приходили издалека. Например, в восстании участвовал отряд Сары-бека, пришедший из деревни Морул нынешнего Шамкирского района, находящегося в 35 км от Гянджи. Другой партизанский лидер Самухлу Гачаг Мамедкасым собрал в родном Самухе отряд в 250 человек и отправился в Гянджу, перебив на пути благодаря хорошему знанию местности большевистский отряд в 500 человек.

## Датировка восстания
Касательно дат начала и окончания восстания в источниках единого мнения нет. Журналист и исследователь Х. Байрамов указывает, что в большинстве документов большевиков датой начала восстания указано 25 мая, а датой окончательного подавления восстания — 31 мая. В то же время, в рапорте наркома внутренних дел указывается, что восстание длилось до 30 мая, а согласно участнику подавления восстания и вечеров воспоминаний 1937 года Линчевскому, город был «очищен от мусаватистов» в ночь с 1 по 2 июня. При этом Линчевский считает, что разоружение, с которого началось восстание, произошло в ночь с 25 на 26 мая.
Глава партизанского отряда Самухлу Гачаг Мамедгасым и один из организаторов восстания Дж. Кязимбеков, напротив, в своих воспоминаниях указывают, что восстание началось 24 мая. Согласно Дж. Кязимбекову, восстание было подавлено в ночь с 3 на 4 июня. Эту же дату называет в письме Байрамову сын одного из лидеров и организаторов восстания Гусейнкули-хана Хойского Захид-хан Хойский (1910—1997). Х. Байрамов придерживается дат, названных участниками восстания.
Разнятся мнения и по поводу времени начала восстания. Согласно воспоминаниям Дж. Кязимбекова, разоружение красноармейцев началось в 20:00 и завершилось к 23:00. В советской литературе говорится, что восстание началось в 3 часа ночи, а в 5 утра восстало и население города.
В энциклопедии «Гражданская война и военная интервенция в СССР», вышедшей в 1983 году, повествование ведётся от 26 мая, а датой подавления указано 31 число. Согласно энциклопедии «Революция и Гражданская война в России: 1917—1923 гг.», изданной в 2008 году, восстание в Гяндже длилось с 25 по 31 мая. Почти аналогичное встречаем у британского историка Джонатана Смила, писавшего, что восстание началось в ночь с 25 на 26 мая, а к 31 маю красноармейцы сосредоточили подавляющую силу, которая успешно штурмовала Гянджу.

## Подготовка к мятежу
К восстанию тщательно готовились. ЦК АКП(б), Азревком и член Реввоенсовета Кавказского фронта Серго Орджоникидзе впоследствии получат доклад турецкого коммуниста Мустафы Субхи. В этом документе, озаглавленном «Доклад о результатах поездки в Гянджу», сообщалось о том, что две недели до восстания в имении Шахмалинском, в Самухе происходило собрание, на котором присутствовали бывшие премьер-министр Насиб-бек Усуббеков, генерал-губернатор Казахского уезда Эмир Хан Хойский, глава МВД Мустафа Векилов, турецкий генерал Нури-паша и Казимбеков. Причиной их сбора была подготовка к восстанию.
23 мая из штаба XI Армии в город с группой командного состава прибыл новый начальник одной из дивизий (согласно Кадишеву — Азербайджанской дивизии, а по версии Дарабади — 20-й дивизии). Коренным образом планировалось реорганизовать управление и обновить личный состав дивизии, что спровоцировало азербайджанские части на выступление. В тот день на кладбище была организована тайная встреча офицеров старой армии, на которой генерал Мамед Кули Мирза Каджар заявил о необходимости восстания. Были созданы единый штаб и оперативные группы.
|                       |                          |
| Джавад-бек Шихлинский | Джахангир-бек Кязимбеков |

Мятежники заблаговременно организовали в городе тайные склады оружия. Вооружённые отряды из местных жителей стянулись в окрестные сёла. Под руководством начальника военного гарнизона, генерал-майора Джавад-бека Шихлинского и командира Гянджинского пехотного полка, полковника Джахангир-бека Кязимбекова, группа военных составила оперативный план восстания. Бывшему коменданту Гянджи, генерал-майору Мамед Мирзе Каджару предстояло соорудить оборонительные укрепления вокруг города и его окрестностей. Как вспоминал Дж. Кязимбеков, руководители восстания с помощью фактора внезапности планировали быстро разоружить красноармейцев в городе, затем соединиться с азербайджанскими частями, которые находились в Карабахе и сражались с армянами, и грузинскими войсками, чтобы совместно освободить страну.
В Агдаме и Тертере располагался 3-й Шекинский конный полк (командир, подполковник Тонгиев). Между частями Тонгиева и расквартированным там же 282-м полком XI Красной Армии незадолго до Гянджинского мятежа возник конфликт на почве попытки угона красноармейцами табуна Шекинского конного полка и случая обстрела ими азербайджанских частей. В результате, 21 мая тертерские части 3-го Шекинского конного полка и местное население восстали. В ходе восстания красноармейцы потеряли 80 человек (согласно советскому источнику); погиб полковой командир Наумов. Однако усиление присутствия красноармейцев и призывы прибывших в Тертер наркома по военным и морским делам Азербайджанской ССР (наркомвоенмора) Чингиза Ильдрыма и наркома просвещения (наркомпроса) Д. Буниатзаде к более терпимому отношению к новой власти 23 мая утихомирили восстание. Организаторы Гянджинского мятежа надеялись на помощь 3-го Шекинского конного полка, для чего в Агдам—Тертерский район было отправлено два офицера, которые должны были встретиться с полковым командиром и доложить ему о предстоящем восстании. Для установления связей с грузинской армией в Грузию были отправлены офицеры Эристов, Сумбатов и Исрафил-бек Едигаров.
В чайханах и местных казармах посредством агентуры распространялся слух о том, что христианам достанется обмундирование солдат Красной Армии, в то время как мусульманам новую форму якобы не будут предоставлять. Нельзя не упомянуть, что восстанию также предшествовали слухи о том, что «русские хотят вновь взять в свои руки власть над мусульманами».
В преддверии восстания, вооружённая группировка во главе с Гачаг Гамбаром и Сары Алекпером сконцентрировалась в 20 км к западу от Гянджи, в районе Нюзгер, располагая значительными силами, двумя полевыми орудиями и пулемётами. 22 мая состоялось тайное совещание, на котором полковник Дж. Кязимбеков согласовал с этими командирами организацию предстоящих действий. Они сводились к тому, что командирам этих отрядов надлежало ворваться в армянскую часть города и поспособствовать азербайджанским частям в захвате важнейших государственных объектов, таких как почта, телеграф, военные склады и т. д.. В оперативной сводке штаба XI Красной Армии от 1 июня говорилось, что
дальнейшие действия восставших были направлены на то, чтобы обеспечить за собой город и выйти на железную дорогу, дабы прервать железнодорожное сообщение Баку — Агстафа и тем лишить связи центр Азербайджана с мирной делегацией, которая вела переговоры с грузинской мирной делегацией на ст. Пойлы.
Чуть позже, 10 июня, полномочный представитель РСФСР в Грузии С. М. Киров сообщал Ленину: «Есть данные предполагать, что выступление в Гяндже мусаватистов Азербайджана тщательно подготовлялось в самом Тифлисе». Заместитель народного комиссара по делам национальностей РСФСР (то есть И. В. Сталина) М. Д. Гусейнов в 1922 году говорил:
азербайджанские контрреволюционеры в Грузии свили себе гнездо под именем „Комитета спасения Азербайджана“, куда вошли Рустамбеков, генерал Зейналов и ещё целый ряд других лиц, /которые/ пользовались исключительной симпатией грузинских меньшевиков, получали всякую помощь и поддержку как от Грузии, так и Франции, Англии. С их помощью и при посредстве дагестанских контрреволюционеров велась работа в Дагестане и впоследствии известные нам выступления в Дагестане, Гяндже, Закаталах. Всё это, повторяю, делалось при благосклонном участии, разрешении, поощрении и помощи англичан.
Согласно Большой Российской Энциклопедии вооружённое выступление предприняла часть членов партии «Мусават».

## Начало восстания

### Ход событий
Комендант города за 2-3 часа до начала восстания узнал о готовящемся выступлении и потому азербайджанских солдат решили снять с караулов, их казармы оцепить, но предупреждение удалось передать лишь частям 20-й стрелковой дивизии. М. Шахбазов писал:
Первые сведения о том, что восстание назначено в эту ночь, получил комендант города. Проезжая по мусульманской части города в 11 час. вечера, 25 мая, он обратил внимание на сборище мусульман и вооружённых аскеров, шнырявших там и сям. Мусульмане о чём-то таинственно рассуждали. Комендант, не понимая того, о чём они говорят, подослал служащего мусульманина, который, немедленно вернувшись, сообщил о намерениях заговорщиков. В 12 часов ночи телефонная и телеграфная связь вдруг приостановилась, а в 2 часа ночи на 26 мая в штаб уже были доставлены сведения, подтверждавшие факт восстания.
В 3 часа, в ночь с 25 на 26 мая, азербайджанские артиллеристы открыли огонь, но перед этим городское электричество было отключено. В течение ночи мятежники смогли закрепиться в мусульманской части Гянджи. Они овладели двумя артбатареями 20-й дивизии и артиллерийским амбаром.
Журналист и исследователь Х. Байрамов пишет, что по словам очевидцев, в целом части XI Красной Армии, дислоцированные в городе, при разоружении не оказали сопротивления. Лишь на улице Джапаридзе батальон ЧК отстреливался около получаса. По версии, приведённой Х. Байрамовым, потеряв двух командиров и большое количество солдат, личный состав спрятался в домах. По другой версии, которую приводит М. Сулейманов, батальон ЧК засел в доме бывшего заместителя губернатора Хана Хойского, где находился штаб ЧК, и удерживал свои позиции вплоть до утра, хоть и потерял часть личного состава и командира. Лишь наутро повстанцам удалось сломить сопротивление батальона и арестовать чрезвычайного комиссара Хатулашвили.
Если в мусульманской части города мятежники добились определённых результатов, то в армянской части им сопутствовала неудача. Бойцов 3-го Гянджинского полка выбили отсюда и они ушли в мусульманскую часть, а река Гянджачай, таким образом, стала разделять обе стороны. В выдавливании повстанцев из нижней (армянской) части города активно участвовали армянские формирования под командованием полковников П. Тер-Саркисова и Е. Тер-Аветикяна. Днём, со стороны мусульманской части города через мост с белым флагом прошли парламентёры восставших. Они выдвинули условия, сводившиеся к сдаче восставшим оружия и очищению Ганджинского района от Красной армии, гарантируя в таком случае красноармейцам жизнь и свободный пропуск на родину.
Железнодорожной станцией Елисаветполь, располагавшейся в 3 км к северу от Гянджи, мятежники при поддержке артиллерии овладели к концу дня, а занимавшему её отряду численностью в 75 человек, с двумя пулемётами пришлось отступить. Практически весь город вскоре оказался в руках восставших. Теперь им нужно было соединиться с повстанцами и грузинскими войсками, чтобы в дальнейшем двинуться в глубь страны. Однако из Казаха вскоре подоспел бронепоезд, а с ним начальник 20-й дивизии М. Д. Великанов и при помощи бронепоезда ему удалось отвоевать станцию, что сыграло роковое значение для мятежников. Согласно красноармейцу и участнику вечеров воспоминаний 1937 года Анатолию Сомащуку, станция была отвоевана бронепоездом Терешченко, что вынудило повстанцев отступить в город, а на третий день восстания в вокзал вошли части Красной Армии со стороны Евлаха.
В боях того дня отличился комиссар военного отдела Гянджинского губкома Мамед Сафар Агаев. Он застрелил двух мятежников и нескольких ранил, но и сам погиб. Оказавшийся в окружении, штабной командир Б. Морозов организовал оборону того квартала, где располагался штаб, и удерживал его вплоть до 31 мая, пока красноармейцы не пошли в общее наступление. Когда восставшие внезапно напали на одну из батарей, то командир лёгкого артиллерийского дивизиона Андрей Толстов первым бросился к орудиям и открыл огонь прямой наводкой. Будучи раненым, он продолжал сражаться и только после гибели Толстова, его помощника Михаила Ермолаева и других артиллеристов восставшие овладели батареей.

### Подключение к боям иных сил
Сразу же после начала восстания, командир дивизиона 3-го Шекинского конного полка подполковник Эхсан-хан Нахичеванский направился в красноармейский штаб в Евлахе для получения информации о случившемся, но был убит по прибытии. Убийство Э. Нахичеванского толкнуло 3-й Шекинский конный полк на участие в восстании.
На стороне повстанцев выступил 3-й полк красного гарнизона, который полностью был укомплектован азербайджанцами. Между тем, некоторыми источниками отмечалось, что на сторону повстанцев массово перешла городская и железнодорожная милиция, а также многие представители новой Советской власти, что подорвало доверие руководства XI Красной Армии местным органам власти.
Число восставших солдат было около 2 тысяч человек, но после подключения добровольцев из числа городских жителей численность достигла 10-12 тысяч человек с тремя батареями (две лёгкие и одна горная). Той же ночью мусульманское духовенство призвало мусульман к «священной войне» против власти большевиков. По мнению азербайджанского историка Ш. Мамедовой местное население поддержало мусаватистов по национальному признаку.
Гянджинские армяне в первый же день восстания встали на сторону большевиков. Они полагали, как писал В. И. Ленину Бехбуд Шахтахтинский, что их уничтожат вместе с красноармейцами в случае если восставшие добьются успеха. Помощь красноармейцам также оказывали немецкие крестьяне из Еленендорфа. При этом, как указывает журналист и исследователь Х. Байрамов, среди мятежников сражались члены партии меньшевиков, белогвардейцы, также немцы, грузины. Так, пехотными частями инсургентов командовал полковник Краузе, а артиллерией мятежников — деникинский полковник Николаев.

### Аресты и расправы над красноармейцами
Войдя ночью в армянскую часть города, мусульмане убили одного из командиров красноармейцев Колесникова и коммунистов-мусульман. Мятежники арестовали и отправили в тюрьму многих штабных работников и красноармейцев, в том числе штабс-капитана царской армии, а на момент мятежа командира 3-й бригады А. Г. Ширмахера. В тюрьме также оказался уполномоченный чрезвычайного комиссара Гянджинской губернии Бала Эфендиев. По воспоминаниям С. В. Левчевского были ограблены и заключены в тюрьму около 1,200 солдат. При этом были освобождены заключённые, а населению раздали оружие.
О расправах над красноармейцами и об условиях арестованных М. Шахбазов в своих воспоминаниях писал:
начались аресты и расправы с красноармейцами и сотрудниками военных учреждений, расположенных в мусульманском районе... Арестованными быстро переполнилась Ганджинская тюрьма, где начались невыносимые истязания пленников — красноармейцев. Вследствие абсолютного отсутствия питьевой воды, жажду приходилось утолять просто из луж, хлеба выдавали на неделю ⅜ фунта на душу; отбирались не только ценности, но и последнее бельё; тот, кто умудрился спрятать деньги, платил повстанцам за хлеб по 1.000 рублей за фунт.
Другую точку зрения представляет азербайджанский офицер-эммигрант Аскер Кенгерлинский. В своих воспоминаниях он указывает, что мятежники не убили ни одного разоруженного красноармейца.

## Последующие дни
Для новой власти восстания в ряде регионов, и в частности в Гяндже, представляли серьёзную угрозу. Особо секретно-оперативная директива начальника штаба XI Красной Армии, датированная местом Баку за 26 мая, предписывала готовиться к возможному всеобщему восстанию и жестоко его подавлять:

В Елизаветполе идёт восстание, Тертере только что подавлено такое, в Баку как будто бы готовится… Возможно ожидать всеобщего восстания… Мы должны быть готовы к этой борьбе. Территория Азербайджанской Республики на этот случай разделяется на боевые районы, подавление и при том жестокое возлагается на ответственных начальников районов… Начальникам районов при подавлении восстания не ожидать приказа — «отмена», так как всегда может быть нарушена связь. Действовать самостоятельно, проявляя полную инициативу для беспощадного истребления восставших, расстреливая без суда все подозрительные элементы. Для предупреждения восстания взять четырёх заложников для будущих расстрелов в случае восстания из среды наиболее видных и влиятельных слоёв населения… Мелкие вспышки подавлять с суровой жестокостью и беспощадностью… Если развитие бунтов примет чрезвычайный характер массового восстания на почве национального и религиозного изуверства, то стремление у всех дойти до Баку, который мы не оставим и из которого, очистив беспощадно всех вредных элементов, начнём беспощадное подавление бунта по остальной территории республики….

26 мая со стороны Еленендорфа (с юга) началось наступление красноармейских и армянских частей, однако повстанцам удалось в ходе контратаки остановить наступление и нанести противнику потери. В тот же день красноармейцам была предпринята атака со стороны Шамхора (северо-западное направление), однако повстанцам удалось с помощью пулемётов и артиллерии отбить атаку и нанести атакующим чувствительные потери. В 5 часов вечера красноармейцы начали артиллерийский обстрел города и позиций повстанцев, но ответным огнём повстанцам удалось подавить его. В тот же день сообщалось о том, что генерал Мамед Каджар заболел.
Проведя перегруппировку частей, кавалерийская бригада 20-й стрелковой дивизии 27 мая овладела юго-западной окраиной города, намереваясь перекрыть мятежникам путь в горы. Перед одним полком бригады со взводом конной артиллерии была поставлена задача совершить с востока и севера обход Гянджи, занять северо-западные окраины и изолировать противника. Тем временем, мятежники, сконцентрировав значительные силы в северной части города, попытались вновь взять станцию, но все их атаки были отражены. Они окопались в виноградниках и огородах вдоль шоссе. Подошедшего к тому времени, кавалерийскому полку 20-й стрелковой дивизии со взводом конной артиллерии, в задачу было поставлено атаковать мятежников и помощь в этом им оказал бронепоезд, прибывший из Баку. В итоге, мятежники вновь оказались отброшены от станции. Однако артиллерии повстанцев удалось уничтожить один из мостов к западу от Гянджи и на время прервать сообщение с Казахом. Восставшим же в течение всего дня удалось отбить 7 атак красноармейцев, пытавшимся штурмом овладеть городом. Не сумев взять штурмом город, красноармейцы начали артиллерийский обстрел, продолжавшийся весь день.
В соответствии с постановлением ЦК АКП(б) и Азревкома был образован Совет рабоче-крестьянской обороны Азербайджана, в состав которого вошли Н. Нариманов, М. Д. Гусейнов и другие. 28 мая «Известия Временного Революционного Комитета Азербайджана» опубликовало постановление Азревкома, гласившего:
Азербайджанская контрреволюция занесла свою преступную, кровавую лапу над головой рабоче-крестьянской власти. Молодая Советская Республика подверглась разбойничьему нападению рассвирепевших банд реакции. В силу создавшегося угрожающего положения для дела рабоче-крестьянской революции Временный революционный комитет Азербайджанской Социалистической Советской Республики, в согласии с Центральным Комитетом Азербайджанской Коммунистической партии, решил образовать Совет Рабоче-Крестьянской Обороны Азербайджана для быстрой ликвидации контрреволюции, предоставив ему самые широкие полномочия.
29 числа ЦК АКП(б) опубликовало в печати обращение ко всем рабочим, крестьянам и красноармейцам Азербайджана: «Революция в опасности! Буржуазия ещё сильна, она не разоружена… Встаньте все на защиту ваших интересов, на защиту Советской власти!». К подавлению восстания подключились сформированные к тому времени азербайджанские национальные части Красной Армии. В располагавшемся в Гянджинском уезде селении Чардахлы был организован интернациональный отряд количеством 200 человек, который выступил на помощь частям Красной Армии.
Между тем, несмотря на продолжение тяжёлых боёв, было принято решение отмечать 28 числа вторую годовщину провозглашения Азербайджанской Демократической Республики (ныне этот день отмечается как День Республики). Полковник Дж. Кязимбеков в своих воспоминаниях писал: «Каждый говорил о борьбе до конца. Пускай нас победят, но пусть эта победа обойдётся врагу в сотни, тысячи трупов. Пускай день 28 мая войдёт в нашу историю не только как день провозглашения нашей независимости, но и как день великих жертв ради Родины. Пускай 28 мая враг столкнётся с тяжёлой, беспощадной борьбой насмерть. 28 мая достойное сопротивление будет символом силы нашей воли и символом нашей моральной победы».
В тот же день в Гянджу, после подавления антисоветского восстания в Тертере, прибыла 18-я кавалерийская дивизия (начдив — бывший царский вахмистр П. В. Курышко, военком — А. Д. Кулешов), которую в оперативном отношении подчинили начальнику 20-й дивизии М. Д. Великанову; также прибыли четыре бронепоезда, гаубичный дивизион 20-й стрелковой дивизии с грузинской границы. Перед кавалеристами Курышко стояла задача занять участок от реки Гянджа до Болчалы и таким образом охватить южную и юго-западную части города, воспрепятствовав отходу сил противника в горы. Всю конницу, для удобства управления, объединили под командованием Курышко.
Утром того дня, в 11 часов, ожесточённый бой развернулся на подступах к Гяндже с шамхорского направления. Руководимые полковниками Кязимбековым и Гаузеном (полковым заместителем последнего), а также капитаном Миризаде, азербайджанские части позволили передовым частям 18-й кавалерийской дивизии (два эскадрона) подойти на расстояние 600 метров. И открыв шквальный огонь из шести орудий и 22 пулемётов, мятежники при поддержки повстанцев и пехоты, которые нанесли удар с фланга, разгромили противника. Согласно воспоминаниям Д. Кязимзаде, убитые и раненые красноармейцы покрыли всё поле боя.
В 2 часа дня красноармейцами была предпринята ещё одна атака со стороны Еленендорфа, однако она была отбита совместными усилиями одного из мятежных батальонов и партизанских группировок.
По словам очевидца и участника вечеров воспоминаний 1937 года комдив Великанов, осознав, что в его подчинении в живых осталось только 150—200 человек, приказал оставшимся в живых покинуть город. Среди погибших были такие командиры как Михаил Гореватов. В тот же день 4—5 артиллерийских бригад расположились вокруг станции. На станцию прибыли также бронепоезды «Красный дагестанец», «Красная Астрахань», «III Интернационал», «Гром», «Карл Маркс», «Шаумян—Джапаридзе». Из артиллерии и бронепоездов город регулярно обстреливался. В первый день обстрелов от дружественного огня погибло большое количество красноармейцев.
В это время шпионы ярого азербайджанского коммуниста Сеида Джавадова доложили в штаб Красной Армии информацию о позициях мятежников и местоположении военных складов. За это предательство Сеид Джавадов и его люди были расстреляны партизанами Сары Алекпера.
В ночь с 28 на 29 мая поступило сообщение о заключении Советской Россией мирного соглашения с Грузией, которое стороны подписали ещё 7 мая, что стало ударом в спину для мятежников, поскольку они не могли теперь рассчитывать на внешнюю поддержку.
29 мая части Красной Армии перешли в наступление. 178-й и 179-й полки, атаковав северную и северо-западную части города, в 7 часов утра ворвались на его окраины. Начавшийся в этот день сильный ливень и последовавший за ним разлив рек Гянджачай и Гушгара осложнил ситуацию как для мятежников, так и для красноармейцев. На городских улицах развернулись бои. Мятежники провели решительную контратаку. Из-за неспособности сдержать противника, железнодорожному батальону, действовавшему на левом фланге 178-го полка, пришлось отступить на исходные позиции. Оба полка, ввиду угрозы нанесения удара с фланга, начали отходить, понеся большие потери. Тем войскам, что вели наступление с востока, из армянской части, пришлось задержаться по причине разлива реки Гянджачай. Конница 18-й кавалерийской дивизии, атаковавшая с южной и юго-западной частей города, не смогла выполнить задачу, и после понесённых потерь ей пришлось также отойти. 180-й стрелковый полк попытался при содействии армянских отрядов войти в азербайджанскую часть города с востока, но эта попытка была пресечена. Красноармейцы при попытке перехода через реку были обстреляны из пулемётов и понесли большие потери, десятки красноармейцев утонули в реке. В тяжёлых боях в еленендорфском направлении в тот день погиб командир одного из мятежных батальонов, капитан Миризаде.
В оперативной сводке штаба XI Красной Армии от 1 июня говорилось:
осаждённые... оказали упорное сопротивление, нанеся нам значительные потери. Озлобление красноармейцев росло и усиливалось. Восставшие, увидев, по-видимому, в неуспехе нашего демонстративного наступления нашу слабость, повели энергичное наступление одновременно на армянскую часть, всё время занимавшуюся нашими частями, и на станцию. С этого времени восставшие больше попыток к наступлению не вели, продолжая, однако, обстреливать наши части усиленным артиллерийским огнём, чем наносили нашим частям чувствительные потери.
Постигшие 29 числа неудачи, заставили командование XI Красной Армии срочно подтянуть дополнительные силы. В частности, с грузинской границы были переброшены 2-я бригада 20-й стрелковой дивизии под командованием Войцеховского в составе 175-го и 176-го полков, один лёгкий артиллерийский дивизион, армянская горная батарея и бронеавтодивизион из Баку. В результате, перед наступлением, красноармейцы располагали пятью стрелковыми и шестью кавалерийскими полками, 57 орудиями, двумя бронеавтодивизионами и 6 бронепоездами.
30 мая красноармейцы начали очередное наступление. Под сильным напором красноармейцев, 1-й батальон Гянджинского полка, державший позицию в еленендорфском направлении совместно с партизанскими отрядами, был вынужден отступить. Наступление в шамхорском направлении было отбито частями 2-го батальона.

### Подавление восстания
К 31 мая красноармейцы сосредоточили под Гянджой 5 стрелковых и 6 конных полков, 7 спецподразделений, 2 бронеавтодивизиона, 8 бронепоездов, 57 тяжёлых пушек. Решающее наступление было принято вести с севера, со стороны железнодорожной станции, ввиду малого количества зданий в этом направлении. Историки Дарабади и Кадишев писали, что решающее наступление началось 31 мая в 9 утра со стороны железнодорожной станции, которое развернулось вдоль шоссе. О наступлении в 9 утра писал и адъютант Великанова, полковник И. Л. Обертас. Но то же время есть приказ, который Курышко отдал в 13 часов этого дня и в нём говорится следующее: «в 5 часов (вечера) сего числа мая месяца начнётся общее наступление на г. Гянджу… Всем командирам быть на своих местах… твёрдо помня, что мятежники в настоящем бою должны быть уничтожены во что бы то ни стало».
Основной удар теперь вёлся пятью стрелковыми полками и отрядами против северной окраины города. Атака осуществлялась двумя эшелонами: в первом — 3 полка, во втором — 2 полка. Последним двум полкам в случае успеха наступления предстояло усилить натиск, а в случае провала — усилить оборону. Поддержку пяти полкам оказывала вся артиллерия, которой командовал начальник артиллерии 20-й стрелковой дивизии Л. Я. Плуме, а также автобронедивизион. Конница должна была блокировать город и перекрыть противнику пути отступления в западном направлении, в горы. Территория, на которой развернулись боевые действия, почти сплошь покрывали виноградники, что затрудняло наступление. Сильно препятствовала передвижению войск и техники глинистая почва, размытая дождями. Красноармейцам удалось выбить мятежников из виноградников и при поддержки всей артиллерии ворваться на северную окраину Гянджи. По всему городу развернулись бои. Красноармейские части, разбившись на отряды, стали очищать город. Мятежники засели в домах и на чердаках. При этом восставшие оказывали ожесточённое сопротивление. В оперативной сводке штаба XI Красной Армии отчечалось: «Восставшие упорно не сдавали своих позиций».
Красноармеец Анатолий Сомащук так описывал бои:
На пятый день восстания, после того как была выпущена сигнальная ракета, было начато наступление в направлении города. Наш отряд продвинулся до суконной фабрики. Патронов не хватало. В том бою мы потеряли связь с левым флангом. Потери были большие. Лишь на следующий день мы взяли превосходство.
Источники отмечали отчаянное сопротивление обеих сторон. Так, советский историк Траскунов упоминает, что П. В. Курышко в одной из атак вырвался вперёд и оказался в окружении нескольких кавалеристов-мятежников, но к нему подскакала девушка-фельдшер с криком «Начдив, окружают!» и, отбив вместе с ней наседавших врагов, ему удалось вырваться из кольца. В другом бою, в районе Еленендорфа, Курышко, несмотря на семнадцатое своё ранение (в данном случае в руку), сменил коня на тачанку, продолжая руководить действиями кавалеристов. В боях также отличился и погиб комсомолец Григорий Околесный. Командир 1-го эскадрона 103 кавалерийского полка Савва Проценко, пробив дорогу для прохода конницы дивизии, погиб в этом бою. Телеграфисту Т. Каплуновскому под ураганным огнём противника удалось исправить телеграфную линию, обеспечив связь Гянджи с Баку. С другой стороны, по воспоминанию турецкого коммуниста М. Субхи, в уличных боях против красноармейцев участвовали даже женщины. Из оперативной сводки XI Красной Армии от 1 июня явствует, что мятежников пришлось выбивать артиллерийским огнём практически из каждого дома.
На тот момент, когда в городе шли уличные бои, в тюрьме ещё продолжали оставаться арестованные красноармейцы, командиры, штабные работники, в том числе командир 3-й бригады 20-й стрелковой дивизии А. Г. Ширмахер. В Гянджу из Баку со специальной миссией прибыл чрезвычайный комиссар АКП(б) по Гянджинской губернии Г. Султанов в сопровождении группы большевиков и с его помощью арестованные красноармейцы (численностью до 2 тысяч) во главе с А. Г. Ширмахером обезоружили охрану и, захватив в близлежащей оружейной мастерской два исправных пулемёта и одно орудие с боеприпасами, открыли огонь с тыла, значительно ускорив разгром мятежников. Позднее, в аттестации за 1922 год на А. Г. Ширмахера, подписанной М. Л. Великановым, будет сказано, что Ширмахер «беспартийный, но по своим убеждениям всецело на стороне Сов(етской) власти, что он неоднократно доказал во время Елизаветинского восстания, когда он, будучи взят в плен мятежниками, остался верен Красной армии и, подняв других арестованных, содействовал взятию Елизаветполя 20 дивизией».
Согласно азербайджанскому историку Тофику Багирову именно из-за атаки с тыла и прибытия новых частей и бронепоездов, успех перешёл на сторону большевиков.
По данным XI Красной Армии, начавшееся 31 мая решающее наступление красноармейцев закончилось подавлением восстания в тот же день. Неся тяжёлые потери, мятежники начали быстро рассеиваться и к вечеру мятеж был полностью подавлен. Часть восставших и многие жители с помощью остатков 3-го Гянджинского пехотного полка смогли прорвать кольцо окружения и вырваться из города, двинувшись в горы.
Согласно воспоминаниям Дж. Кязимбекова же, решающее наступление красноармейцев окончилось лишь 1 июня, а на следующий день после массированного артобстрела, началось одновременное наступление в центр города многочисленной пехоты и автобронедивизиона с севера, а также красноармейских частей, расположившихся в армянской части города — с востока. Повстанцы были окружены, и лишь на следующий день, 2 июня, небольшому количеству солдат удалось прорвать кольцо и отступить вместе с частью населения к северо-западным высотам.
Российский историк И. С. Ратьковский также упоминает, что 1 июня из захваченных в Гяндже артиллерийских орудий восставшие мусаватисты 1 июня обстреляли в районе станции Шамхор эшелон, на котором находились красные войска. К орудиям были поставлены захваченные пленные и если они отказывались или плохо стреляли, то их расстреливали и сбрасывали в глубокий колодец. После боя в нём обнаружили более 20 трупов. И. С. Ратьковский относит данный эпизод к Белому террору.
Позднее, в одном из номеров газеты «Комсомольская правда» от 1938 года были опубликованы воспоминания Сеида Якубова о роли Серго Орджоникидзе в подавлении мятежа: «в мае в Гяндже вспыхнуло восстание мусаватистов… Мусаватисты окопались в садах. В это время в Гянджу приезжает Орджоникидзе. Он принимает решение — немедленно выбить врага из садов, засыпать их гранатами. Приказ Орджоникидзе был выполнен, и, воодушевлённые его присутствием, бойцы молниеносной атакой очистили Гянджу от врага…».

## Итог
Город в результате уличных боёв оказался практически полностью разрушенным, за исключением армянской части. Очевидцы сравнивали последствия восстания и его подавления с последствиями землетрясения 1139 года. К этому в определённой степени причастно и командование Красной Армии. М. К. Левандовский, придерживаясь мысли, что «самые жестокие расправы в Гяндже, вплоть до полного разрушения города, смогут разрядить всю создавшуюся атмосферу», давал наказ Великанову: «Теперь же приказываю… начать разрушать квартал за кварталом и разрушить весь город» (в этом месте он рукой писал «до основания»); «подавление восстания должно носить характер самой жестокой и беспощадной расправы. За каждую пролитую кровь красноармейцев всех участников восстания расстреливать без всякого суда».
В связи событиями в Гяндже Н. Нариманов 31 мая, когда восстание уже закончилось, опубликовал свою статью «Провокация мусавата и дашнаков», в которой оправдывается поражение восстания. Он в этой статье писал:

Думали, что мусават себя немного показал и больше в ближайшее время помышлять о власти не посмеет… Многие из нас в вопросе отношений с мусаватистами считали, что не будем их трогать, пока они не начнут нам вредить или нападать на нас. Нашей позиции мусават не понял. Занимаясь провокацией с первого же дня, довёл, в конце концов, дело до гянджинских событий. Разорив азербайджанскую бедноту, они с миллионами в кармане перебрались в Тифлис и оттуда отдавали в Гянджу приказы. Говорили: «Эй вы, мусульмане Азербайджана, знаете ли вы, что мы передали власть мусульманским коммунистам, но они продали Азербайджан России». Беки, ханы и помещики, которые потеряли свои земли и которые уже ничем не могли обмануть народ, не постесняются и не стесняются распространять эту бессовестную провокацию. Они напали на нашу Красную Армию, убили наших товарищей и так далее… и так далее… а что сейчас происходит? Кровь в Гяндже льётся рекой. Босые, с непокрытыми головами бегут из города женщины, дети. Это — итог мусаватской провокации.

Телеграмму Орджоникидзе о мятеже в Гяндже Ленин и Сталин получили в тот же день. Орджоникидзе в ней проинформировал о том, что шестидневные упорные бои закончились подавлением восстания самым жестоким образом. По мнению Й. Баберовски, теперь для мусульман Советская власть виделась как господство злых иноверцев, которые пришли на их родину с огнём и мечом.

## Гуманитарные последствия

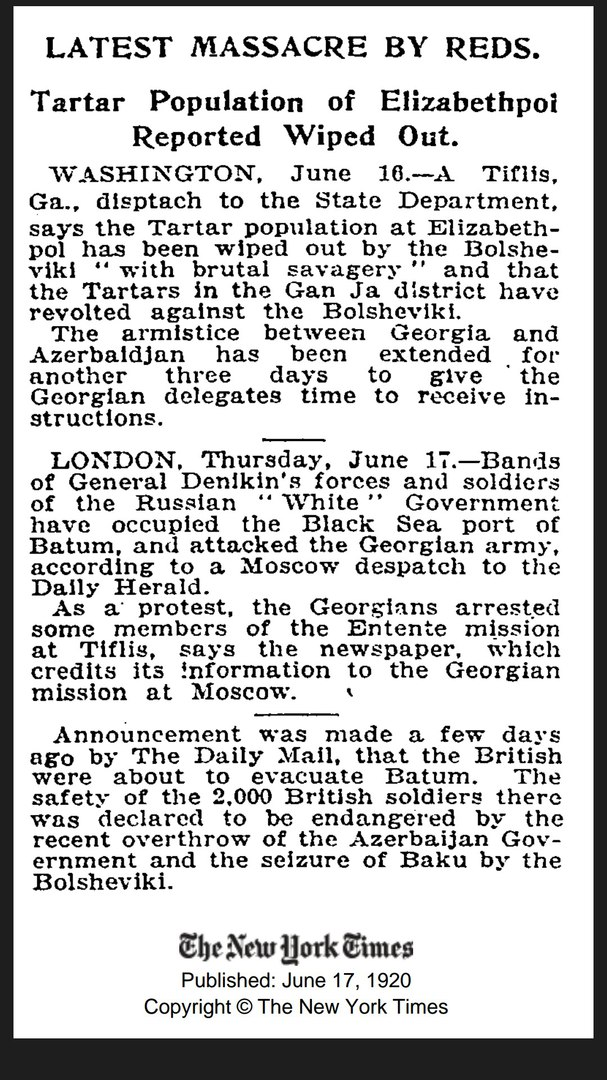
«Татарское население Елизаветполя было вырезано большевиками с брутальной дикостью» — заметка из The New York Times о восстании и его подавлении, 17 июня 1920 года.

Во время подавления восстания, М. К. Левандовский 29 мая вёл переговоры с начальником 20 дивизии М. Д. Великановым, указывая ему: «не трогайте только женщин и детей», однако подавление восстание привело к большим жертвам среди гражданского восстания.
Многие мусульмане старались найти укрытие в подвалах и садах, где ещё в течение многих дней находили трупы женщин и детей. Позже брат поэтессы Н. Рафибейли — Рашид Рафибейли — вспоминал, как, когда мать выводила из города его с сестрой и братом, он видел улицы, полные мёртвыми и раненными, которые взывали о помощи, но которым никто не мог помочь. Один из участников Гянджинского восстания Самухлу Гачаг Мамедгасым всю ответственность за гибель людей возлагал на большевиков. Он описывал трагические события так:
Мне поручили оборонять территорию под названием Дёрдъёл. Здесь невозможно было двигаться от трупов людей и коней. На нас словно град лился артиллерийский и пулемётный огонь. Собиравшихся в армянской [части города] стороне большевиков становилось всё больше и больше с каждой минутой. Нам же подмога не приходила. Наконец, большевики вошли в Гянджу со стороны Учтяпы. Они три дня и ночи, невзирая на пол и возраст, убивали даже женщин, детей и стариков. На улицах было столько трупов, что невозможно было двигаться. Ливневые дожди ещё более усугубляли ситуацию. Разлив реки Гянджачай мешал вхождению в город. Колодцы были наполнены свежей кровью. Обезумевший от разрушения домов, садов и парков народ бежал кто куда. Несчастные люди, спасаясь от обстреливающей с востока город артиллерии, устремились на запад. Однако на их пути находилась разбушевавшая река Гушгара. Впервые я видел, как река уносит с собой всё что есть — скалы, камни. Спасаясь от кровавых большевиков дети, девушки, старики, женщины бросались в реку и погибали в потоке.
Солдаты занялись мародёрством, грабя магазины мусульманских торговцев и лишая жителей мебели и домашней утвари, а жаждующие мести армяне указывали красноармейцам дорогу к домам «буржуев». По словам Аскера Кенгерлинского, не было ни одного дома, не подвергнутого разграблению. Председатель созданного после подавления восстания Гянджинского уездного революционного комитета Ибрагим Алиев в своём приказе № 1 от 4 июня 1920 года отмечал, что сразу после подавления восстания в «татарской» (то есть азербайджанской) части города массово происходят грабёж, разбойничество и хищничество и требовал их немедленного прекращения.
М. Субхи в своём докладе, обращённом к ЦК АКП(б), Азревкому и члену Реввоенсовета Кавказского фронта Г. Орджоникидзе, наоборот, писал, что разжиганию настроений большевиков поспособствовали также армяне и что трупы людей, как утверждали, либо от рук армян, либо от рук большевиков:
Ворвавшиеся красноармейцы довольно круто обращались. Самочинные обыски и реквизиции на глазах у своего командования. Магазины, уцелевшие от аскерских частей, были ими дочищены. Командование бессильно было бороться с ними. В целях изоляции красноармейцев от армян на мосту, отделяющем армянскую часть города от мусульманской, был поставлен заградительный отряд, но отчаянные армяне делали своё дело. Переплывали на другой берег и вели усиленную агитацию среди наших частей. Указывали им жилища якобы буржуазии, вообще подливали масло в огонь, и понятно, что страдала не только буржуазия, но и беднейший класс. Насчитывается от 3500–4000 убитых мирного населения (женщин и детей, раненых не встречается). Все трупы найдены большей частью в садах, внутри домов и в подвалах. Это объясняется тем, что население после входа красноармейцев убегало в сады, пряталось внутри домов, в подвалы, куда кто мог. Некоторые утверждают, что это результат работы армян, другие же – красноармейцев. Поведение наших частей легко объясняется тем, что у них на глазах не только аскеры, но и население, даже женщины принимали самое деятельное участие в восстании. У них на глазах падали десятки товарищей убитыми и ранеными. Кроме того, провокации армян-наушников разжигали их страсти. Все это создало озлобленность даже на мирное население в среде красноармейцев. Это, правда, не может служить их оправданием, но, принимая во внимание, что политическое воспитание у них отсутствует, можно легко объяснить их поведение.
Субхи попытался образумить и путём убеждения донести до красноармейцев, что эти действия несут пагубный характер, но те ему ответили, что каждый солдат вправе собирать военные «трофеи».
В то же время, немецкий историк Й. Баберовски причину того, что красноармейцы не щадили женщин и детей в том, что гражданское население активно участвовало в восстании. Так, инспектор пехоты XI Красной Армии Мельников, о социальной базе восстания докладывал Орджоникидзе следующее: «контингент восставших составляло почти всё мусульманское население: были случаи, когда даже женщины стреляли из винтовок, затем при обыске у некоторых находили в складках платья револьверы. Даже одну, как мне рассказывал один красноармеец, нашли у пулемёта на крыше».
Командование XI Красной армии не признавало факты насилия над гражданским населением, к тому же позиционировало красноармейцев как защитников населения. Так, в приказе войскам XI Красной Армии, написанном командующим армией М. К. Левандовским и членом Реввоенсовета Я. И. Весником, которое было опубликовано в газете «Красный воин» за 3 июня:

Товарищи красноармейцы! Революционный Совет Армии приветствует вас по поводу полного и решительного подавления мятежа ханов и беков в Гяндже. Гянджинское испытание вынесено Красной Армией и аскерами с величайшей честью и показало их высокую классовую сознательность. Во время боёв была проявлена абсолютная твёрдость. Непосредственно при ликвидации мятежа на улицах города красноармейцы вели себя безукоризненно, охраняя жизнь и честь женщин, щадя каждого обезоруженного врага… Мы должны все силы употребить на то, чтобы азербайджанский народ понял, что не завоевателями мы пришли в его страну, а помощниками, братьями. Наше дело — святое и оно восторжествует… Для торжества этого дела, товарищи красноармейцы, нужна величайшая выдержка, уважение к обычаям, дружеское разъяснение задач Советской власти, помощь в советском строительстве и хозяйстве, в первую очередь в разделе бекской земли между крестьянами. Пусть каждый бедняк-мусульманин видит в нас защитников от посягательств на его и землю и фабрику, учителя в организации своей жизни, друга и брата в беде….

По воспоминаниям М. Шахбазова в грабежах участвовали мародёры, а красноармейцы, наоборот, пытались воспрепятствовать бесчинствам:

Не успела стихнуть борьба, как гор. Ганджа становится ареной грабежей и насилий. Остатки банд, пользуясь безвластьем в городе, расхищают городскую денежную кассу, материальный склады и творят ужасы: грабят среди белого дня, насилуют женщин, убивают детей на глазах матерей и отцов. И нужно отдать справедливость Красным бойцам: они показали образец высокой сознательности и дисциплины: защищали женщин и детей, расстреливали мародёров, пытавшихся грабить; голодным раздавали хлеб из своих мизерных пайков, успокаивали запуганных граждан и т. д. Мужество и стойкость Красной армии будут долго жить в памяти трудящихся Азербайджана.

Жесточайшие репрессии в отношении жителей Гянджи вызвали недовольство даже кемалистов, союзников большевиков, став предметом обсуждения в Великом Национальном Собрании в Анкаре.

### Роль представителей армянской общины
Современники давали разную информацию о деятельности армян после подавления восстания.
По одним сведениям, попытки армянских ополченцев пограбить противника и «особенно… устроить резню» были пресечены. В докладе за 7 июня инспектора XI Красной Армии Мельникова, которое было прислано Серго Орджоникидзе, говорилось, что армяне испытывали страх перед красноармейцами и потому резня не удалась, они «только арестовывали мусульман и препровождали к нам». Чтобы «не создавать провокацию», при разоружении восставших пришлось отделить коммунистов-армян от коммунистов-азербайджанцев.
С другой стороны, некоторые очевидцы сообщали, что представители армянской общины участвовали в грабежах и убийствах. Так, Аскер Кенгерлинский указывал, что наряду с красноармейцами в грабеже участвовали и армяне. Также он указывал, что в соседние армянские села армянами было отведено 12 азербайджанских девушек и женщин, которые так и не вернулись. О грабежах и убийствах, в которых участвовали армяне, также писал очевидец тех событий будущий академик Али Кулиев:
После подавления восстания разбойничья банда ворвалась к немощному старику и потребовала его богатства. Мешади Аллахверди знаком руки что-то сказал... Перевернув весь дом, сломали все сундуки, что было —  взяли. Уходя, палачи несколько раз пробили старика штыками, затем несколько раз выстрелили в его труп. При переходе в соседнюю комнату, один из них встретился со мной взглядом. Что-то крикнув на армянском, он оглушил меня ударом по голове. Я упал, потеряв сознание.
Как известно, в большевистскую партию стали вступать члены бывших оппозиционных партий (например меньшевики Агамалы оглы, Караев или левые эсеры Ахундов, Джабиев). Потому при подавлении и расследовании гянджинских событий среди большевиков числились лица и из других партий. Например, следователь особого отдела и уполномоченный Губернского чрезвычайного комитета А. М. Мелконов одновременно входил как в большевистскую партию, так и в партию «Дашнакцутюн». В ночь с 6 на 7 июля во дворе тюрьмы, без суда и следствия, он сам уничтожил 23 человек: «Он на допросе путём избиения крестьян до крови, заставлял малограмотных людей подписывать какие-то протоколы и на этом основании расстреливал массу людей».

## Потери
В самом начале восстания, 27 мая, представитель 20-й стрелковой дивизии Граховский докладывал начальнику оперативного отделения штаба XI Красной Армии Кузнецову, что «убитых и раненых с нашей стороны, по слухам, около ста человек, поручиться за этим сведения не могу».
По версии крупного специалиста по военной истории, советского военного историка А. Б. Кадишева, за время боёв советская сторона потеряла 20 человек убитыми и до 900 раненными, в то время как потери мятежников составляли более 1000 человек убитыми. Данную версию приводит адъютант Великанова, полковник И. Л. Обертас, но при этом он ссылается на Кадишева. Советско-азербайджанский историк П. Дарабади со своей стороны посчитал указанные потери красноармейцев явно преуменьшенными.
Красноармейские источники давали другую оценку — 808 убитых и раненых с советской стороны и 1000 погибших повстанцев. Кандидат исторических наук, подполковник запаса М. Б. Траскунов (1906—?), опираясь на архивные материалы, привёл цифру в 873 убитых и раненых красноармейцев. Согласно же официальным советским данным, в боях погибло 920 бойцов и командиров Красной Армии, а также 1000 повстанцев. Более того, по другим сведениям в боях пали 1,500 красноармейцев и 4 тысячи мусульман. А. Галустян, также опираясь на архивные материалы, писал, что потери с советской стороны составили около 3 тысяч человек, в то время как убитых мятежников в два раза больше. Согласно цифрам, указанным Расулзаде, были убиты 8 тысяч солдат, а число жертв среди мусульман составляло 15 тысяч.
Прибывший в Гянджу турецкий коммунист Мустафа Субхи в своём докладе, обращённом к ЦК АКП(б), Азревкому и члену Реввоенсовета Кавказского фронта Г. Орджоникидзе оценивал потери среди XI Красной Армии в 1500 человек.
Азербайджанский офицер-эмигрант Аскер Кенгерлинский в своей статье 1922 года указывал, что при подавлении восстания большевики вырезали до 13 тысяч мирных жителей, при этом Кенгерлинский противопоставляет этому то, что мятежники не убили ни одного разоруженного красноармейца. По утверждениям Western Gazette Архивная копия от 25 мая 2018 на Wayback Machine и Cheltenham Chronicle Архивная копия от 25 мая 2018 на Wayback Machine большевики при взятии города вырезали 15,000 мусульман, в том числе детей и женщин. Антибольшевистски настроенный историк и публицист С. П. Мельгунов, упоминал о 40 тысячах убитых большевиками мусульман во время Гянджинского восстания (он в своё время подчёркивал, что нет возможности проверить достоверность всех собранных им материалов) (о партийном составе 11-й армии см. по стрелке). Российский историк А. А. Кириллина обращала внимание, что общее количество восставших достигало 12 тысяч человек и если бы их всех расстреляли при подавлении мятежа, то это никак не могло составить 40 тысяч, да и в ходе боёв потери понесли обе стороны и назвать количество погибших в настоящее время невозможно.
В книге Байрамова «Gəncə üsyanı — 1920» приводится мысль, что массовая гибель жителей в ходе подавления восстания и последующее бегство многих жителей отражены и в статистических данных. Если в 1917 году здесь жило 60,291 человек, то в 1921 году 42,602, то есть на 17,689 человек меньше. Между тем, перепись 1921 года показала по Гяндже не 42,602 человека, как это сказано у Байрамова, а 37,362 человека и ещё 3,189 человек по вокзальному посёлку, 1,951 — по Красному селу. Также, спад численности населения был во всём Азербайджане, и в числе причин, кроме тех, что имели место в Гяндже, также были усиленная смертность и эмиграция населения. В изданном в 1924 году справочнике «Весь Азербайджан» среди деурбанизированных городов упоминалась Гянджа, где по данным 1921 года численность населения составляла 42,602 (как в книге «Gəncə üsyanı — 1920») а по данным 1923 года ещё меньше — 38,880.

## Дальнейшие события
1 июня Совет обороны Азербайджанской ССР издал обращение ко всем рабочим, крестьянам и солдатам Азербайджан, под которым стояли имена председателя Совета обороны и главы правительства Нариманова и тогдашнего наркома финансов республики М. Д. Гусейнова. В этом обращении говорилось:

Во главе гянджинских событий стояли направленные в Гянджу бывшим мусаватским правительством деникинские полковник и офицеры, разорившие очаги дагестанских бедняков и посягавшие на их честь и достоинство, а также мусаватские прохвосты, продавшиеся за золото английским разбойникам. Контрреволюционный мятеж в Гяндже во что бы то ни стало должен был быть ликвидирован и, выполняя приказ рабоче-крестьянского правительства, Красная Армия уничтожила контрреволюцию. Изменники, разбойники и враги рабочих и крестьян Азербайджана наказаны по достоинству. Население Гянджи, навсегда освободившись от чёрного покрова беков и ханов, встречает Красную Армию возгласами «ура». Во встрече Красной Армии принимают участие азербайджанские женщины. Крестьяне окрестных селений Гянджи заявили нашему представителю товарищу Гамиду Султанову о том, что они не принимали участие в контрреволюционном мятеже.

Как видно из текста обращения, «изменники, разбойники и враги рабочих и крестьян Азербайджана» были наказаны. Аресту подверглись более 12 тысяч мусульман, из которых 8 тысяч освободили, а 4 тысячи расстреляли. Среди расстрелянных были 6 генералов, 6 полковников, 3 майора и 7 капитанов. Большинство из них расстреляли в числе группы из 79 человек на острове Наргин. Несколько сотен человек были казнены по приказу наркома внутренних дел республики Гамида Султанова. За заслуги в подавлении мятежа он был удостоен ордена Красного знамени. Его имя в коллективной памяти жителей города осталось как синоним предательства.
Но среди офицеров находились и те, кто не только выжил, но и в дальнейшем работал в государственных органах. Так, участвовавший в восстании офицер Кафар Бабаев, стал наркомом внутренних дел Нахичеванской АССР. Аресту подверглись генерал-лейтенант Шихлинский и генерал от артиллерии С. Мехмандаров. За них заступился Нариманов. Он направил письмо В. И. Ленину, сообщая, что «после тщательного расследования оказалось, что эти генералы не причастны». В дальнейшем Шихлинский и Мехмандаров работали в Народном комиссариате по военным и морским делам Азербайджанской ССР (Наркомвоенморкомиссариате) и помогали организации Азербайджанской Красной Армии.
Организаторов и лидеров восстания постигла разная участь. Некоторым удалось бежать в Грузию, а затем иммигрировать в Турцию или Европу. Так, тяжелораненого генерал-майора Дж. Шихлинского соратники вывезли в Грузию, откуда он иммигрировал в Турцию и умер в 1959 году. Другой организатор и лидер восстания полковник Дж. Кязимбеков иммигрировал в Польшу, где продолжил военную службу. Во время немецкой оккупации Польши он был ранен и арестован, но был освобождён при помощи давнего друга еленендорфского немца Эмиля Гута и продолжил активно участвовать в политической жизни азербайджанской эмиграции. Будучи под наблюдением советских спецслужб, он умер в 1955 году при загадочных обстоятельствах. Генерал-майор Гусейнгулу-хан Хойский, бывший генерал-губернатор Казахского уезда Эмир-хан Хойский, руководители добровольческих отрядов Сары Алекпер и Самухлу Гачаг Мамедкасым также эмигрировали.
Многие участники Гянджинского мятежа в дальнейшем служили в армиях других стран. Так, например, командир 1-го Джаванширского пехотного полка Самед-бек Рафибеков (1892—1980) продолжил военную службу в Турции и в 1948 году, наряду с другим азербайджанцем, Джахангир-беком Новрузовым, был произведен в генералы.
Ряд других были расстреляны. Так, были убиты братья генералы Мамед Мирза Каджар, Эмир Казым Мирза Каджар и Фейзулла Каджар, представители шахской династии Каджаров. Было расстреляно несколько членов семьи Адыгёзаловых—Татоглу, бывших среди организаторов и руководителей восстания, а также руководитель одного из добровольческих (партизанских) отрядов Топалгасанлы Джаббар. Руководитель другого добровольческого отряда Гачаг Гамбар, будучи раненным, был выведен соратниками из Гянджи, однако его дальнейшая судьба неизвестна.
Репрессии не обошли стороной и интеллигенцию. Были убиты видный литературовед Фирудин-бек Кочарлинский, просветитель Мирза Аббас Аббасзаде; был приговорен к 10 годам тюремного заключения (после вмешательства Н. Нариманова освобожден) публицист Мирза Мухаммед Ахундзаде. 29 мая был расстрелян и бывший начальник азербайджанской контрразведки гянджинец Мамедбагир Шейхзаманлы. Среди арестованных был бывший шейхульислам Ахунд Пишнамаззаде. Нариман Нариманов был сильно подавлен ввиду убийства Кочарлинского, отзываясь о нём, как о светлой фигуре азербайджанской культуры, известного за пределами страны, и требовал расследования его убийства
На второй день восстания на острове Наргин было расстреляно до 79 человек; предполагается, что среди расстрелянных были ранее арестованные видный политический деятель Исмаил-хан Зиятханов и, согласно иммигрантскому журналу «Кавказ» бывший гянджинский губернатор Худадат-бек Рафибейли. Данные по дате и условиях расстрела Рафибейли противоречивые не подтверждаются многими другими источниками — так, Х. Байрамов указывает то, что после 12 мая в следственных документах о нём информации больше нет, а Р. Байрамова указывает, что он был расстрелян 20 мая, то есть, за несколько дней до начала восстания.
По приказу командования XI Красной Армии контроль за потенциальными очагами восстания по всей республике был значительно усилен. Был дан приказ изымать у населения оружие, а отказывавшихся его сдавать расстреливать на месте. Добровольно сдававшим оружие было назначено вознаграждение.
Позднее вышел приказ Азревкома за подписью Нариманова под названием «Всем комбедам и ревкомам», в котором провозглашалась амнистия для всех тех, которые до сего времени «по своей темноте» действовали в республике против существующих законов, а комбедам и ревкомам предписывалось «прекратить преследование лиц, кои пожелают сдать оружие и возвратиться к мирному труду». 8 июня Реввоенсовет XI Красной Армии дал указания начальникам дивизий использовать мирные средства для подавления мятежей. Потребовав у нижестоящих начальников «использовать все средства для мирного успокоения», проявить «исключительную предупредительность» добровольно сложившим оружием аулам, Реввоенсовет вернулся к миролюбивому тону. Как указывает российский военный историк А. Ю. Безугольный, разоружения сопровождались с одной стороны карательными мерами (взятие заложников, обстрелы селений и кварталов), а с другой раздачей бедноте земель помещиков.
9 июня Азревком издал Декрет о выдаче пенсий семьям умерших и пропавших без вести красноармейцев и красных аскеров, в соответствии с которым «нетрудоспособные члены семейства умерших и пропавших без вести в боях красных аскеров и аскеров бывшей Азербайджанской армии», а также находившиеся на их иждивении родственники по прямой восходящей линии получали право на пенсионное обеспечение. На прошедшем в тот же день заседании Азревкома за подписями главы правительства Нариманова и наркома труда Караева также был принят Декрет о пособиях семьям красноармейцев.
Вооружённое сопротивление советской власти, несмотря на заявления Гянджинского исполкома о начале полной советизации уезда и классовой дифференциации, не окончилось. Уже 2 июня Орджоникидзе передал Политбюро в Москве, что мусульманские крестьяне подняли мятеж на всей территории Гянджинской губернии. По его словам, население было вооружено до зубов. Несмотря на имевшиеся в его распоряжении четыре дивизии численностью 20 тысяч солдат, он не считал возможным удержать Азербайджан. По воспоминаниям Самухлу Гачага Мамедкасыма, многие мятежники отошли в горы и продолжили борьбу. По всему Кавказу началось повстанческое движение, возглавляемое десятками именитых гачагов. Повстанцы нападали на отряды большевиков, используя засады. По словам Самухлу Гачага Мамедгасыма, борьба, начавшаяся в мае 1920 года в Гяндже, длилась ещё 12 лет.
Гянджинский мятеж 1920 года привёл к цепной реакции региональных восстаний по всей республике, как то июньские, в Шуше под руководством Нури-паши и в Закаталах под руководством Моллы Хафиза Эфендиева. Начиная с сентября 1920 года новые волны антисоветских мятежей охватили азербайджанские регионы: Кубу (вместе с Дагестаном), Карабулаг, Шамхор и Ленкорань. И хотя эти волнения продолжались вплоть до 1924 года, ни одно из них по силе и значению не превзошло Гянджинский.

## Память
Гянджинский уездный ревком (председатель — Ибрагим Алиев) 9 июня 1920 года постановил переименовать Воронцовскую улицу в улицу Канога в честь командира 3-го полка 20-й дивизии, который скончался в этом месте во время подавления восстания.
Вопрос об увековечивании памяти погибших красноармейцев 20-й стрелковой дивизии был поднят перед Президиумом Всеазербайджанского ЦИК и Азревкому надлежало выделить 100 млн рублей, за счёт которых в Гяндже воздвигли бы памятник героям XI Красной Армии. Советизация Армении и Грузии замедлили это дело. Лишь 17 января 1923 года М. Б. Касумов распорядился дать задание на составление сметы на сооружение памятника.

### Комментарии
1. ↑  Азербайджанский историк Мехман Сулейманов даёт иную информацию. Согласно ему, Дж. Кязимбеков встретился с главарями партизанских группировок 24 мая в селе Багманлар. В Нюзгаре же ранее в тот же день происходило общее собрание[65].
2. ↑  Относительно дат восстания см. соответствующий раздел по стрелке ➤
3. ↑  Речь идет о Гянджинской суконной фабрике «Красный Азербайджан», открытой в середине 20-х годов
4. ↑  Кенгерлинский и Мельгунов, как и ряд других авторов, употребляют термин "большевики", не вдаваясь в детали относительно того кто был членом РКП(б), а кто только сторонником Советской власти и социализма. Если говорить о партийном составе частей 11-й Красной армии, то среди красноармейцев было очень мало большевиков. Например, вся 11-я Армия в июле 1920 года только на 25,1 % состояла из коммунистов; 20-я стрелковая дивизия к 1 декабря располагала 9,605 наличного состава, но на 100 человек приходилось 22,5 коммуниста[155]
5. ↑  Под бывшей Азербайджанской армией подразумевается армия Азербайджанской Демократической Республики, которая была расформирована. Красными аскерами называли военнослужащих Азербайджанской Красной армии.